# David Morales
David Morales Nordetti (n. Isla de Maipo, Chile, 7 de mayo de 1974) es un egresado de Derecho y político chileno, militante del Partido Demócrata Cristiano (PDC). Fue alcalde de Isla de Maipo entre 2004 y 2012.
En julio de 2015 asumió como Gobernador suplente de la provincia de Talagante, debido al embarazo de la titular Graciela Arochas. Tras concretarse la renuncia formal de Arochas en enero de 2016, paso a desempeñarse plenamente en el cargo hasta su salida en noviembre del mismo año.

## Historial electoral

### Elecciones municipales de 2004
Alcalde para la comuna de Isla de Maipo
| Candidato                        | Partido | Votos | %     | Resultado |
| -------------------------------- | ------- | ----- | ----- | --------- |
| David Morales Nordetti           | PDC     | 6.775 | 57,59 | Alcalde   |
| Maximiliano Genskowski Inostroza | UDI     | 4.990 | 42,41 |           |

### Elecciones municipales de 2008
Alcalde para la comuna de Isla de Maipo
| Candidato               | Partido       | Votos | %     | Resultado |
| ----------------------- | ------------- | ----- | ----- | --------- |
| David Morales Nordetti  | PDC           | 6.102 | 50,33 | Alcalde   |
| Viviana Pavone Ferrer   | UDI           | 1.486 | 12,26 |           |
| Pedro Montalva Montalva | Independiente | 4.536 | 37,41 |           |

### Elecciones parlamentarias de 2013
- Elecciones parlamentarias de 2013 a Diputado por el distrito 30 (Buin, Calera de Tango, Paine y San Bernardo) [4]

| Candidato                 | Pacto                         | Partido | Votos  | %     | Resultado |
| ------------------------- | ----------------------------- | ------- | ------ | ----- | --------- |
| Marisela Santibáñez Novoa | Si tú quieres, Chile cambia   | PRO     | 38.809 | 26,75 |           |
| Leonardo Soto Ferrada     | Nueva Mayoría                 | PS      | 36.393 | 25,08 | Diputado  |
| Jaime Bellolio Avaria     | Alianza                       | UDI     | 32.096 | 22,12 | Diputado  |
| David Morales Nordetti    | Nueva Mayoría                 | PDC     | 13.703 | 9,44  |           |
| Carlos Cruz-Coke Carvallo | Alianza                       | RN      | 12.085 | 8,33  |           |
| Carlos Mancilla Ortiz     | Nueva Constitución para Chile | ECOV    | 3.219  | 2,21  |           |
| Félix Marinao Flores      | Nueva Constitución para Chile | IGUAL   | 2.686  | 1,85  |           |
| Henry Rutconsky Figueroa  | Partido Humanista             | PH      | 2.137  | 1,47  |           |
| Ignacio Seguel Robles     | Partido Humanista             | PH      | 2.134  | 1,47  |           |
| Nicolás Henríquez Suazo   | Si tú quieres, Chile cambia   | PRO     | 1.808  | 1,24  |           |

### Elecciones parlamentarias de 2017
- Elecciones parlamentarias de 2017 a diputado por el distrito 14 (Alhué, Buin, Calera de Tango, Curacaví, El Monte, Isla de Maipo, María Pinto, Melipilla, Padre Hurtado, Paine, Peñaflor, San Bernardo, San Pedro y Talagante)[5]

| Candidato                  | Pacto                    | Partido | Votos  | %    | Resultados |
| -------------------------- | ------------------------ | ------- | ------ | ---- | ---------- |
| Raúl Leiva Carvajal        | La Fuerza de la Mayoría  | PS      | 44.650 | 14.7 | Diputado   |
| Marisela Santibáñez Novoa  | Por Todo Chile           | PRO     | 35.913 | 11.9 | Diputada   |
| Juan Antonio Coloma Álamos | Chile Vamos              | UDI     | 35.690 | 11.8 | Diputado   |
| Jaime Bellolio Avaria      | Chile Vamos              | UDI     | 31.929 | 10.5 | Diputado   |
| Leonardo Soto Ferrara      | La Fuerza de la Mayoría  | PS      | 22.125 | 7.3  | Diputado   |
| Alejandra Novoa Sandoval   | Chile Vamos              | RN      | 17.118 | 5.7  |            |
| Renato Garín González      | Frente Amplio            | RD      | 11.572 | 3.8  | Diputado   |
| Paula Zúñiga Calderón      | Convergencia Democrática | DC      | 9.901  | 3.3  |            |
| Mario Gebauer Bringas      | La Fuerza de la Mayoría  | PPD     | 9.763  | 3.2  |            |
| Angélica Pino San Martín   | Chile Vamos              | RN      | 9.268  | 3.1  |            |
| Antonio Horvath Gutiérrez  | Chile Vamos              | RN      | 8.277  | 2.7  |            |
| David Morales Nordetti     | Convergencia Democrática | DC      | 6.640  | 2.2  |            |